# Baie Sainte-Marie
Cet article concerne la baie canadienne. Pour la municipalité située au bord de cette baie, voir Clare (Nouvelle-Écosse).
La baie Sainte-Marie est une baie de la Nouvelle-Écosse, au Canada. Elle mesure environ 55 kilomètres du nord au sud et jusqu'à 16 kilomètres d'est en ouest. Elle s'ouvre au sud-ouest sur l'océan Atlantique. Elle est bordée au nord-ouest par l'île Brier, l'île Longue puis par une péninsule. La rive nord est située dans le district municipal de Digby alors que la rive sud est dans celui de Clare. L'économie de la région est dominée par la pêche et la construction navale.
La baie Saint-Marie est aussi le nom de la communauté acadienne d'environ 9 000 personnes, dont 90 % de francophones, qui vivent le long de la côte, entre la mer et la forêt dans la municipalité de Clare, réputée pour son sens festif et ses nombreux artistes.

## Personnalités connues
- Marcel Aymar, du groupe CANO
- Nadine Belliveau, artiste
- P'tit Belliveau, musicien
- Jacques Blinn, musicien du groupe Cy
- Guyaume Boulianne, musicien du groupe Cy
- Patrice Boulianne,  musicien du groupe Blou
- Alexandre Bilodeau, musicien
- Denise Comeau, artiste
- Gerald J. Comeau, ancien sénateur
- Johnny Comeau, violoneux du groupe 1755 et de Cayouche
- Phil Comeau, cinéaste
- Willie J. Comeau, ancien sénateur
- Jacques Alphonse Doucet, musicien du groupe Radio Radio
- Éric Dow, musicien du groupe Cy
- François Gaudet, photographe et artiste
- Daniel LeBlanc, violoneux du groupe Grand Dérangement
- Georgette LeBlanc, poète et écrivaine
- Briand Melanson, musicien du groupe Grand Dérangement
- Kenneth Saulnier, musicien du groupe 1755[1]
- Jacques Surette, musicien

## Études
- LeBlanc, Mélanie. 2021. Dans l'accent de la Baie. Se construire Acadien dans le sud-ouest de la Nouvelle-Écosse. Prise de parole.